# Ильенков, Василий Павлович
Василий Павлович Илье́нков (12 [24] марта 1897, Дорогобужский уезд, Смоленская губерния — 15 января 1967, Москва) — русский советский писатель, редактор, военный корреспондент. Лауреат Сталинской премии третьей степени (1950). Отец философа Эвальда Ильенкова (1924—1979).

## Биография
Родился 12 (24) марта 1897 года в селе Шилово-Успенское (ныне Вяземского  района, Смоленская область) в семье священника. После четырёх классов Смоленской духовной семинарии, в 1915—1917 годах учился на историко-филологическом факультете Юрьевского университета (не окончил). В январе 1917 года призван в армию, был юнкером 2-й Одесской школы прапорщиков, демобилизован по болезни в апреле 1917.
С 1918 работал председателем правления Успенского потребкооператива, зав. отделом народного образования, инструктором Смоленского губкома ВКП(б), зав. Брянским губоно, зав. отделом агитации и пропаганды Бежецкого укома ВКП(б). В 1928—1930 годах редактор газет «Наша деревня» и «Брянский рабочий». Публиковался с 1929 года. Член РКП(б) с 1918 года. 
В 1930 году переселился в Москву, до 1932 года был организационным секретарём РАПП. В 1937 был заместителем ответственного редактора журнала «Октябрь». В Москве жил с семьёй в знаменитом «писательском доме» в Камергерском переулке. Член СП СССР с 1934 года. 
Участник похода РККА по присоединению Западной Украины и Западной Белоруссии, советско-финляндской войны.
Во время Великой Отечественной войны был военным корреспондентом газеты «Красная Звезда», его рассказы печатались в «Правде» и в ряде журналов. В 1942 году они были изданы отдельным сборником «Родной дом». Военные рассказы В. П. Ильенкова объединены темой глубокого советского патриотизма и неисчерпаемой жизненной силы советских людей, являющихся залогом их победы над тёмными силами гитлеризма. Рассказы хвалили за отсутствие надуманных сюжетов и погони за эффектами, за удачные описания природы и мастерство диалога.
В 1943 году получил тяжёлое ранение.
В 1947—1949 работал в редакции журнала «Октябрь». На даче Ильенкова в Переделкино жил с семьёй вернувшийся из ссылки Николай Заболоцкий.
Умер 23 января 1967 года. Похоронен на Новодевичьем кладбище (участок № 8).
Двенадцать лет спустя рядом с ним был похоронен и его сын.
Романы Ильенкова отражают социалистическое строительство.

## Награды и премии

Мемориальная доска в Дорогобуже.

- Сталинская премия третьей степени (1950) — за роман «Большая дорога» (1949)
- орден Отечественной войны I степени (1944)[3]
- орден Красной Звезды (1940)
- медали

## Книги
- «Конский цех» (1931)
- роман «Ведущая ось» (1931)
- роман «Солнечный город» (1935) — о строительстве Курского металлургического комбината
- сборник рассказов «Личность» (1938)
- сборник рассказов «Родной дом» (1942)
- пьеса «Площадь цветов» (1944)
- сборник рассказов «На тот берег» (1945)
- сборник рассказов «Богатство» (1947)
- роман «Большая дорога» (1949)
- рассказы (1955)